# Lamporecchio
Lamporecchio là một đô thị ở tỉnh Pistoia trong vùng Toscana, có vị trí cách khoảng 30 km về phía tây của Florence và khoảng 13 km về phía nam của Pistoia. Tại thời điểm 31 tháng 12 năm 2004, đô thị này có dân số 7.078 và diện tích 22,2 km².
Lamporecchio giáp các đô thị: Cerreto Guidi, Larciano, Quarrata, Serravalle Pistoiese, Vinci.